# Monsieur Mouche
Pour les articles homonymes, voir Monsieur Mouche (Disney) et Mouche (homonymie).
 (décembre 2016).
Si vous disposez d'ouvrages ou d'articles de référence ou si vous connaissez des sites web de qualité traitant du thème abordé ici, merci de compléter l'article en donnant les références utiles à sa vérifiabilité et en les liant à la section « Notes et références ».
Monsieur Mouche (Smee en anglais) est un personnage de Peter Pan. 
Il est le fidèle second du Capitaine Crochet. Il lui obéit complètement et ne le quitte presque jamais. M. Mouche est le seul pirate à apprécier le terrible capitaine. Il prend toujours sa défense et l'aide de son mieux. On remarque qu'il a un comportement maternel envers ce dernier. Il est très étourdi et est d'ailleurs à l'origine de nombreuses gaffes.

## Apparitions

### Hook ou la Revanche du Capitaine Crochet
Dans Hook ou la Revanche du Capitaine Crochet, il s'agit d'un personnage burlesque, drôle, simple et peu affirmé. Bien qu'il se trouve du côté des méchants, il n'en a pas complètement l'apparence. Ainsi, on le retrouve en train de balayer le trottoir à la fin du film, faisant un sourire à Peter Pan quand il l'aperçoit.
Il est très avide d'argent et on le voit par exemple s'apprêter à voler tous les bijoux du capitaine. Cela marque donc les limites de la dévotion du moussaillon et révèle son instinct de pirate mis de côté.

### Disney

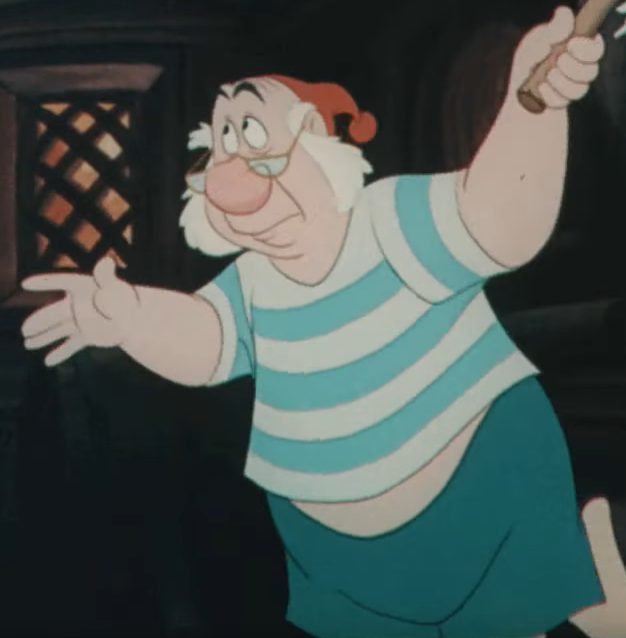
Version par les studios Disney de Monsieur Mouche (« Mr. Smee ») dans le dessin animé Peter Pan de 1953.

Dans le film de Disney de 1953, il porte des rouflaquettes et un costume rayé, et on le retrouve souvent en train de boire une bouteille de vin du capitaine. Il peut faire penser à l'un des sept nains du dessin animé Blanche-Neige.
Dans le remake en prise de vue réelles Peter Pan et Wendy (2022) de David Lowery, il est incarné par Jim Gaffigan.

### Once Upon a Time
Dans la série Once Upon a Time, M. Mouche est interprété par Christopher Gauthier.
Originellement, c'est un marchand d'objets rares. Ayant en sa possession un haricot magique, il essaie de marchander la vie éternelle avec Tracassin. Puis il fait la connaissance du Capitaine Crochet qui lui offre un poste sur son bateau. Ils partent alors au Pays Imaginaire dont les habitants ne vieillissent pas.
Dans cette adaptation, son désir le plus cher est d'obtenir la vie éternelle, raison qui le pousse à accepter la proposition du capitaine.
Il est à noter qu'il est aussi plus indépendant, car il travaille aussi pour le père de Belle (Saison 2 épisode 4 - Le Crocodile).
Physiquement, le personnage est relativement semblable, il n'est pas habillé en marin mais garde en permanence son bonnet rouge.